# Ackerlspitze
Ackerlspitze – szczyt w pasmie Kaisergebirge, części Północnych Alp Wapiennych. Leży w Austrii w kraju związkowym Tyrol. Drugi co do wysokości szczyt pasma Kaisergebirge. Sąsiaduje z Maukspitze i Lärcheck. Szczyt można zdobyć ze schronisk Fritz-Pflaum-Hütte (1865 m) i Ackerlhütte (1456 m).
Pierwszego wejścia w 1826 r. dokonali Peter Karl Thurwieser, J. Carl i Stephan Unterrainer.